# Nototriche gracilens
Nototriche gracilens là một loài thực vật có hoa trong họ Cẩm quỳ. Loài này được Killip & J.F. Macbr. mô tả khoa học đầu tiên năm 1956.